# Morochów (przystanek kolejowy)
Morochów - przystanek kolejowy w Morochowie, w województwie podkarpackim, w Polsce, na linii Zagórz - Medzilaborce. Znajduje się tu 1 peron. Przystanek jest obsługiwany wyłącznie sezonowo przez pociągi Regio spółki Polregio.

## Ruch pasażerski
| Rok  | Wymiana pasażerska na dobę |
| ---- | -------------------------- |
| 2017 | 0-9                        |
| 2022 | 0-9                        |

## Połączenia
- Łupków
- Zagórz